# Gunzgen
Gunzgen es una comuna suiza del cantón de Soleura, ubicada en el distrito de Olten. Limita al norte con la comuna de Hägendorf, al este con Kappel, al sureste y al sur con Boningen, al sur con Fulenbach, y al oeste con Härkingen y Egerkingen.

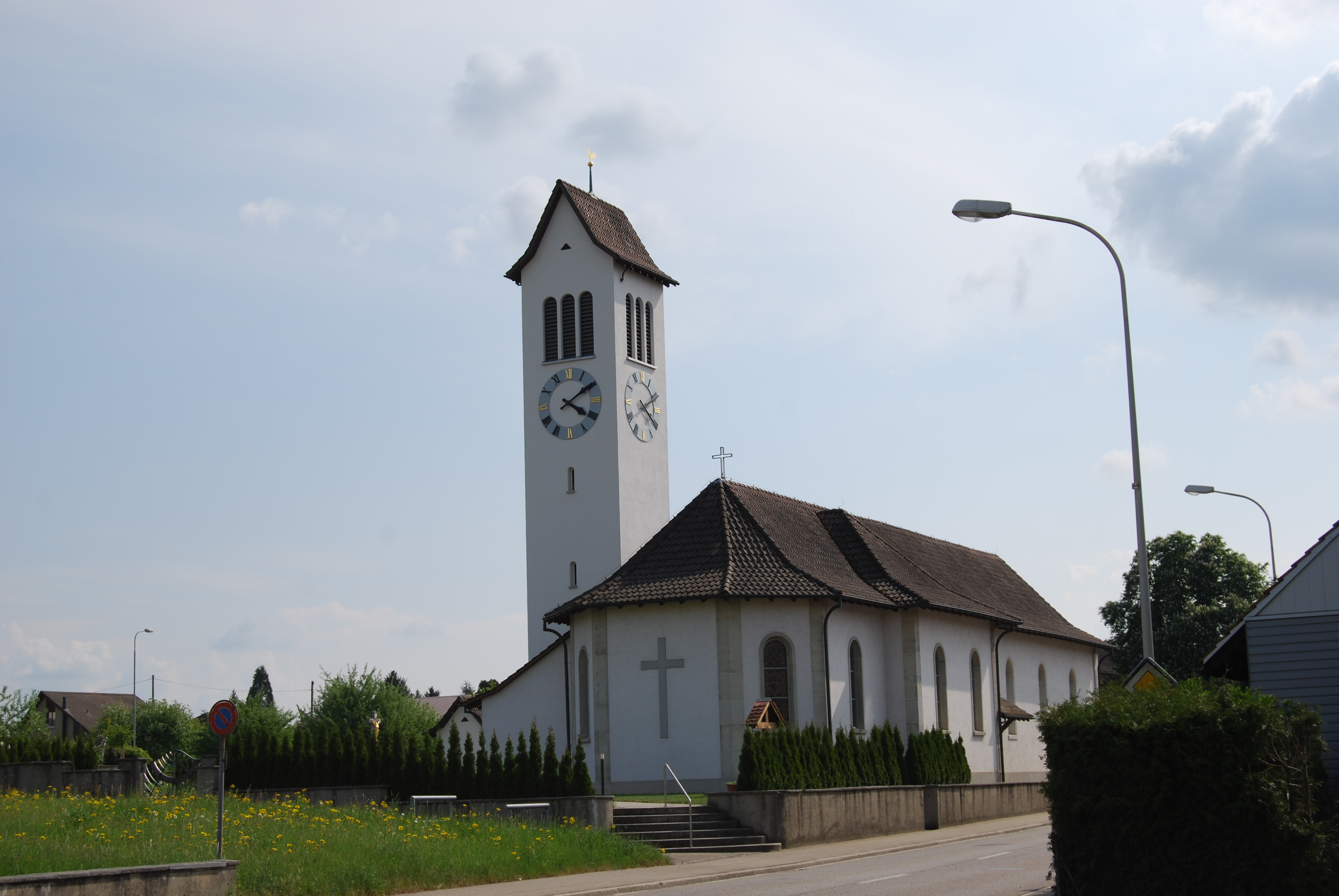
Gunzgen